# Comitatul Turda-Arieș
Comitatul Turda-Arieș, cunoscut și ca Varmeghia Turda-Arieș (în maghiară Torda-Aranyos vármegye, în germană Komitat Torda-Aranyos), a fost o unitate administrativă a Regatului Ungariei, care a funcționat în perioada 1876-1920. Capitala comitatului a fost orașul Turda (în maghiară Torda, în germană Thorenburg).

## Geografie
Comitatul Turda-Arieș se învecina la vest cu comitatele Arad (Arad) și Bihor (Bihar), la nord cu Comitatul Cluj (Kolozs), la est cu Comitatul Mureș-Turda (Maros-Torda) și la sud cu comitatele Mureș-Turda (Kis-Küküllő), Alba de Jos (Alsó-Fehér) și Hunedoara (Hunyad). Râurile Mureș (Maros) și Arieș (Aranyos) curgeau pe teritoriul comitatului. Suprafața comitatului în 1910 era de 3.514 km², incluzând suprafețele de apă.

## Istorie
Înaintea reformei administrative din anul 1876, a existat timp îndelungat Comitatul Turda (Torda), care cuprindea și părți din Comitatul Mureș-Turda (Maros-Torda). Comitatul Turda-Arieș a fost înființat în anul 1876, când structura administrativă a Transilvaniei a fost schimbată. Atunci, guvernul ungar de la Budapesta a desființat scaunele secuiești și săsești ca unități administrative autonome. Cu acea ocazie, Scaunul Secuiesc al Arieșului (Aranyosszék) a fost înglobat în Comitatul Turda-Arieș, dând astfel naștere noii unități administrative.
În 1918, urmată fiind de confirmarea Tratatului de la Trianon din 1920, comitatul, alături de întreaga Transilvanie istorică, a devenit parte a României. Comitatul Turda-Arieș a fost desființat la 24 iunie 1925 prin legea pentru unificarea administrativă (promulgată prin Decretul Regal nr.1972 /13 iunie 1925). Legea a pus capăt provizoratului care domina administrația după 1918 și a prevăzut norme unitare de organizare a statului român.
Teritoriul Comitatului Turda-Arieș se regăsește azi în județele Cluj (partea de nord, cu orașul Turda), Alba (părțile de sud și de vest) și Mureș (partea de est).

## Demografie
În 1910, populația comitatului era de 174.375 locuitori, dintre care: 
- Români -- 125.668 (72,06%)
- Maghiari -- 44.630 (25,59%)

## Subdiviziuni
La începutul secolului al XX-lea, subdiviziunile comitatului Turda-Arieș erau următoarele:
| Districte (járás)                          | Districte (járás)                 |
| District                                   | Capitală                          |
| ------------------------------------------ | --------------------------------- |
| Alsójára                                   | Alsójára --- Iara                 |
| Felvinc                                    | Felvinc --- Unirea (Vințu de Sus) |
| Marosludas                                 | Marosludas --- Luduș              |
| Topánfalva                                 | Topánfalva --- Câmpeni            |
| Torda                                      | Torda --- Turda                   |
| Torockó                                    | Torockó --- Rimetea (Trascău)     |
| Districte urbane (rendezett tanácsú város) |                                   |
| Torda --- Turda                            |                                   |